# Past Participle
A Past Participle az angol nyelv befejezett melléknévi igeneve. Nyelvtanulók többnyire csak az összetett igeidők tagjaként, az ige harmadik szótári alakjaként ismerik, de használata ennél tágabb, így hasonló esetekben is használható, mint a magyar nyelv befejezett melléknévi igeneve. A Past participle alakja nemben és számban nem változik, minden esetben ragozhatatlan (szemben pl. az újlatin nyelvek befejezett melléknévi igenevével), így önmagában számot és személyt nem jelöl. Magyarra -t, -tt ragos befejezett melléknévi igenévvel, -va, -ve (-ván, -vén) ragos határozói igenévvel, külön mellékmondattal, ill. segédigével álló összetett igealakok esetén egyéb alakokkal is fordítható.

## Képzése

### Szabályos igék (Regular verbs)
A szabályos igék ugyanúgy képezik a Past participle alakot, mint az egyszerű múlt időt (Past Simple): az ige alapalakja -ed végződést kap, pl.:
- play - played
- start - started

A szabályos igék különböző helyesírási sajátosságai is megegyeznek a Past simple helyesírási sajátosságaival. Ha az ige néma e-re végződik, az nem kettőződik meg:
- like - liked
- love - loved

Az ige utolsó mássalhangzója általában megkettőződik, ha egytagú magánhangzó áll előtte:
- step - stepped
- refer - referred
- prefer - preferred
- travel - travelled vagy traveled (lásd még a brit és amerikai angol közötti különbségeket)

Ha az ige "y"-ra végződik és az "y" előtt mássalhangzó áll, az "y" "i"-re változik:
- apply - applied
- cry - cried
- modify - modified
- satisfy - satisfied

Természetesen ha az "y" előtt magánhangzó áll, nem változik az ige helyesírása:
- annoy - annoyed
- play - played
- stay - stayed

#### Kiejtésbeli sajátosságok
Az "-ed" kiejtése lehet:
- /d/ - magánhangzók és zöngés mássalhangzók (kivéve: /d/) után, például: played, loved.
- /t/ - zöngétlen mássalhangzók (kivéve: /t/) után: liked, looked, stepped.
- /id/ - /t/ és /d/ után: started, needed

### Rendhagyó igék (Irregular verbs)
Több ige rendhagyóan képzi Past participle alakját. A rendhagyóságokat nem lehet pontos szabályokba foglalni, de a következőket megjegyezhetjük: a Past participle képzése történhet:
- tőhangváltozással: find - found; begin - begun;
- tőhangváltozással és (e)n végződéssel: speak - spoken, forget - forgotten;
- tőhangváltozás nélkül és (e)n végződéssel: give - given, be - been, take - taken;
- tőhangváltozással és -d, -t végződéssel: have - had, tell - told, feel - felt, bring - brought;
- egyéb változással: go - gone, do - done
- minden alakváltozás és végződés nélkül: run - run, put - put, let - let

A Past participle rendhagyó alakja néha eltér mind az alapalaktól, mind a Past Simple-tól:
- drink - drank - drunk

Néha megegyezik a Past Simple alakjával:
- meet - met - met

Néha az ige alapalakjával egyezik meg:
- come - came - come

Olykor mind az ige alapalakjával, mint a Past Simple-lel megegyezik:
- put - put - put.

## Használata
Akárcsak a magyarban, Past participle lehet jelző vagy az összetett állítmány névszói része:
A satisfied man came yesterday - egy elégedett ember jött tegnap.
He is satisfied - ő elégedett.
Használható jelzői mellékmondatok rövidítésére (a magyar nyelvre szintén jellemző):
The letter posted yesterday (=which was posted yesterday) will arrive today - A tegnap feladott levél (=a levél, amelyet tegnap adtak fel) holnap fog megérkezni.
Az összetett igeidőkben és igealakokban a segédige (to have) után a főige Past participle alakban áll a befejezett és a folyamatos-befejezett igeszemlélet (Perfect Aspect, Perfect Continuous Aspect) kifejezésére:
I have learnt.
He had drunk.
We will have met.
to have come
They have been working.
Szenvedő alakban (Passive Voice) a főige Past participle alakban áll a to be ige mellett:
The letter is written - a levelet írják; a levél "íratik"; a levél "írva van".
Bizonyos műveltető szerkezetekben a főige szintén Past participle alakban áll a to have, to make, to get, mint segédigék mellett:
I must have my hair cut - le kell vágatnom a hajam.
I can make myself understood/understand - meg tudom értetni magam.
I get my watch cleaned. - Kitisztíttatom az órámat.

## Története
Az angol -ed, -d végződésében tulajdonképpen az indoeurópai perfectum E/3 személyének -ed végződése van benne, vö. ólatin fhefhaked (> latin fecit) és faliszk faked 'ő csinált', oszk prúfatted 'ő jóváhagyta'.